# Aprometopis australis
Aprometopis australis är en tvåvingeart som beskrevs av Ismay 1993. Aprometopis australis ingår i släktet Aprometopis och familjen fritflugor. Inga underarter finns listade i Catalogue of Life.